# Do Heleny
Do Heleny (ang. To Helen) – wiersz Edgara Allana Poe, wydany po raz pierwszy w 1831 w zbiorze Poems of Edgar A.Poe, odnowiony później w 1836.

## Analiza
Helen w utworze Poe, prawdopodobnie jest aluzją do Heleny Trojańskiej, która uważana jest za najpiękniejszą kobietę, która kiedykolwiek żyła (nie uwzględniając bogini Wenus. Jest także porównywana do Psyche, która była kochanką Kupidyna. Poe porównuję ją z samą duszą "Ziemi Świętej", w znaczeniu Greckiej duszy, skąd pochodzi ideał piękna, demokracja czy nauka. Imię Helen oznacza dosłownie "światło słoneczne – jasne jak o świcie".
Poe częściowo inspirował się wierszem Samuela Taylora  Coleridge'a, szczególnie w drugiej linijce, która przypomina zdanie Coleridge'a w dziele Youth and Age.

## Zmiany w 1836
Zmiany dokonane przez Poego w 1836, to głównie dwie ostatnie linijki drugiego wersu. Biografista Poego, Jeffrey Meyers opisał je, jako "dwa najlepsze i najbardziej znane zdania Poego".